# Waterpolo als Jocs Olímpics d'estiu de 1956
Als Jocs Olímpics d'Estiu de 1956 celebrats a la ciutat de Melbourne (Austràlia) es disputà una prova de waterpolo en categoria masculina. La competició se celebrà entre el 28 de novembre i el 7 de desembre de 1956 al Centre Aquàtic de Melbourne. La competició esdevingué notòria pel bany de sang de Melbourne.

## Comitès participants
Hi participaren un total de 96 jugadors de 10 comitès nacionals diferents:
| - Alemanya (11) - Austràlia (9) - Estats Units (11) - Hongria (10) | - Itàlia (11) - Iugoslàvia (11) - Regne Unit (9) | - Romania (9) - Singapur (11) - Unió Soviètica (11) |

## Resum de medalles
| Prova     | Or | Argent | Bronze |
| Waterpolo | Hongria Antal Bolvári · Ottó Boros · Dezső Gyarmati · István Hevesi · László Jeney · Tivadar Kanizsa · György Kárpáti · Kálmán Markovits · Mihály Mayer · István Szivós · Ervin Zádor | Iugoslàvia Ivo Cipci · Tomislav Franjković · Vladimir Ivković · Zdravko Ježić · Hrvoje Kačić · Zdravko-Ćiro Kovačić · Lovro Radonjić · Marijan Žužej | Unió Soviètica Viktor Ageev · Pyotr Breus · Boris Goykhman · Nodar Gvakhariya · Vyacheslav Kurennoy · Boris Markarov · P'et're Mshveniyeradze · Valentin Prokopov · Mikhail Ryzhak · Yury Shlyapin |

## Medaller
| Posició | País           | Or | Argent | Bronze | Total |
| 1       | Hongria        | 1  | 0      | 0      | 1     |
| 2       | Iugoslàvia     | 0  | 1      | 0      | 1     |
| 3       | Unió Soviètica | 0  | 0      | 1      | 1     |

## Resultats

### Primera ronda
Grup A
| Equip          | J | G | P | E | GF | GC | Pts |
| -------------- | - | - | - | - | -- | -- | --- |
| Iugoslàvia     | 3 | 3 | 0 | 0 | 15 | 5  | 6   |
| Unió Soviètica | 3 | 2 | 1 | 0 | 9  | 6  | 4   |
| Romania        | 3 | 1 | 2 | 0 | 9  | 9  | 2   |
| Austràlia      | 3 | 0 | 3 | 0 | 3  | 16 | 0   |

- Romania derrota Austràlia, 4-2
- Iugoslàvia derrota Unió Soviètica, 3-2
- Unió Soviètica derrota Romania, 4-3
- Iugoslàvia derrota Austràlia, 9-1
- Iugoslàvia derrota Romania, 3-2
- Unió Soviètica derrota Austràlia, 3-0

Grup B
| Equip        | J | G | P | E | GF | GC | Pts |
| ------------ | - | - | - | - | -- | -- | --- |
| Hongria      | 2 | 2 | 0 | 0 | 12 | 3  | 4   |
| Estats Units | 2 | 1 | 1 | 0 | 7  | 9  | 2   |
| Regne Unit   | 2 | 0 | 2 | 0 | 4  | 11 | 0   |

- Estats Units derrota el Regne Unit, 5-3
- Hongria derrota el Regne Unit, 6-1
- Hongria derrota els Estats Units, 6-2

Grup C
| Equip    | J | G | P | E | GF | GC | Pts |
| -------- | - | - | - | - | -- | -- | --- |
| Itàlia   | 2 | 2 | 0 | 0 | 11 | 3  | 4   |
| Alemanya | 2 | 1 | 1 | 0 | 7  | 5  | 2   |
| Singapur | 2 | 0 | 2 | 0 | 2  | 12 | 0   |

- Alemanya derrota Singapur, 5-1
- Itàlia derrota Singapur, 7-1
- Itàlia derrota Alemanya, 4-2

### Ronda final
|   | Equip          | J | G | P | E | GF | GC | Pts |
| - | -------------- | - | - | - | - | -- | -- | --- |
| 1 | Hongria        | 5 | 5 | 0 | 0 | 20 | 3  | 10  |
| 2 | Iugoslàvia     | 5 | 3 | 1 | 1 | 13 | 8  | 7   |
| 3 | Unió Soviètica | 5 | 3 | 2 | 0 | 14 | 14 | 6   |
| 4 | Itàlia         | 5 | 2 | 3 | 0 | 10 | 13 | 4   |
| 5 | Estats Units   | 5 | 1 | 4 | 0 | 10 | 20 | 2   |
| 6 | Alemanya       | 5 | 0 | 4 | 1 | 11 | 20 | 1   |

- Unió Soviètica derrota Itàlia, 3-2
- Iugoslàvia derrota Estats Units, 5-1
- Estats Units derrota Alemanya, 4-3
- Hongria derrota Itàlia, 4-0
- Iugoslàvia empata amb Alemanya, 2-2
- Itàlia derrota Estats Units, 3-2
- Unió Soviètica derrota Estats Units, 3-1
- Hongria derrota Alemanya, 4-0
- Hongria derrota Unió Soviètica, 4-0
- Iugoslàvia derrota Itàlia, 2-1
- Unió Soviètica derrota Alemanya, 6-4
- Hongria derrota Iugoslàvia, 2-1